# Boulevard des Italiens
O Boulevard des Italiens é uma via localizada à beira do 2.º e do 9.º arrondissements de Paris.

## Localização e acesso
Faz parte da cadeia de Grands Boulevards composta, de oeste a leste, de boulevards de la Madeleine, des Capucines, des Italiens, Montmartre, Poissonnière, Bonne-Nouvelle, Saint-Denis, Saint-Martin, du Temple, des Filles du Calvaire e Beaumarchais.
É servido pelas estações de metro Opéra e Richelieu-Drouot.

## Origem do nome
Deve o seu nome ao Théâtre-Italien, agora ocupado pela Opéra-Comique, que ali foi construída em 1783.

## Histórico

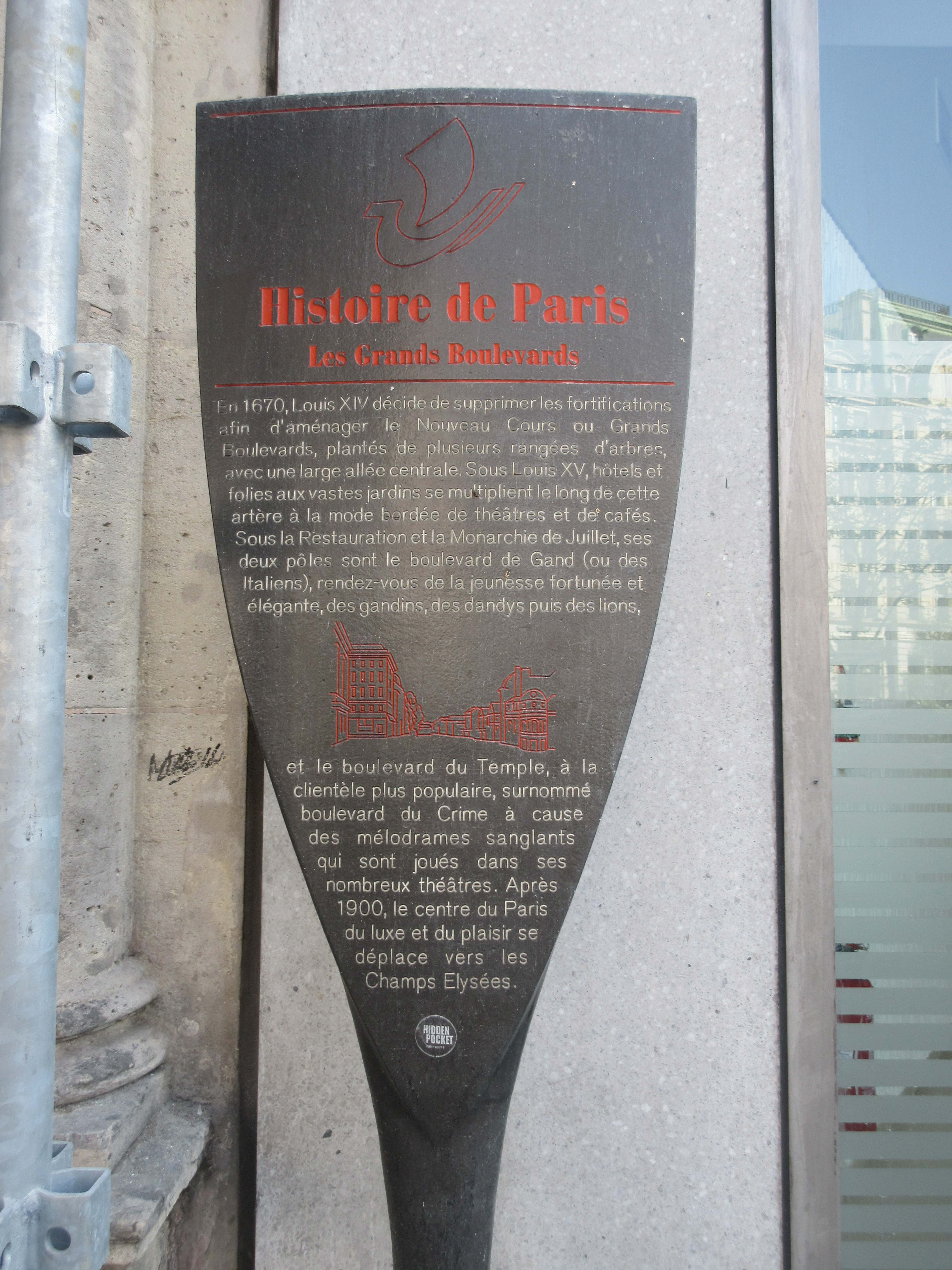
Painel História de Paris

O bulevar foi criado após a abolição decidida em 1670 do Muro de Luís XIII que se tornou obsoleto, em frente ao bastião 4 ("Bastion de Gramont") desta muralha, através de hortas. No início do século XVIII foi formado em virtude de cartas patentes do mês de julho de 1676, sob o nome de " Boulevard Neuf " antes de tomar o nome de " Boulevard du Dépôt ", até 1783, devido ao depósito do regimento da Guarda Francesa construído em 1764 na esquina da rue de la Chaussée-d'Antin, pelo Coronel Louis Antoine de Gontaut-Biron em 1764.
O espaço entre o bulevar e o antigo baluarte que se localizava em uma rota irregular entre a esquina da rue de Richelieu e a atual rue Feydeau, antiga rue des Fossés-Montmartre, e a esquina da rue Louis-le-Grand com a avenida de l'Opéra, urbanizada no final século XVIII início do século XVIII, em particular com a construção de várias mansões, nomeadamente o Hôtel de Ménars, o Hôtel de Lorges, o Hôtel de Gramont, o Hôtel d'Antin, o Hôtel de Choiseul, o Hôtel de Lévis demolido no final século XVIII ou século XIX cujo terreno foi subdividido com aberturas de rua.
Chamado " Boulevard Cerutti " sob a Revolução, do nome de um hotel na avenida em que o escritor Joseph-Antoine Cerutti (1738-1792) se instalou, tomou o nome, sob o Consulado e o Império, de « boulevard de la Comédie-Italienne » para uma parte e " Boulevard d'Antin ", onde " Boulevard de la Chaussée d'Antin " para a outra parte.
Ele também foi nomeado " boulevard de Coblence " ou " petit Coblence " sob o Diretório, porque os emigrantes realistas que retornavam ao país se reuniram depois de uma longa estadia na cidade alemã de Coblença, depois de 1815 a 1828, " boulevard de Gante ", sob a segunda Restauração, em memória do exílio em Gante do rei Luís XVIII durante os Cem Dias, antes de tomar o seu nome atual.
Ao longo do século XIX, e até a Grande Guerra de 1914-1918, o boulevard foi o ponto de encontro para mulheres e homens elegantes parisienses; ele viu os Incroyables e as Merveilleuses sob o Diretório, os gandins (após o "boulevard de Gand") na Restauração, os dândis sob Luís Filipe I, os "leões" e as "leoas" sob o Segundo Império. Honoré de Balzac descreve como pesquisá-lo com a mesma elegância de Chateaubriand em Théorie de la démarche (1833).
Era o auge do Café de Paris, do Café Tortoni (que inspirou a moda do Café Tortoni de Buenos Aires), do Café Frascati, do Café Anglais, da Maison Dorée…
Após a conclusão do Boulevard Haussmann na década de 1920, esses estabelecimentos desapareceram para serem substituídos por estabelecimentos financeiros e outros.

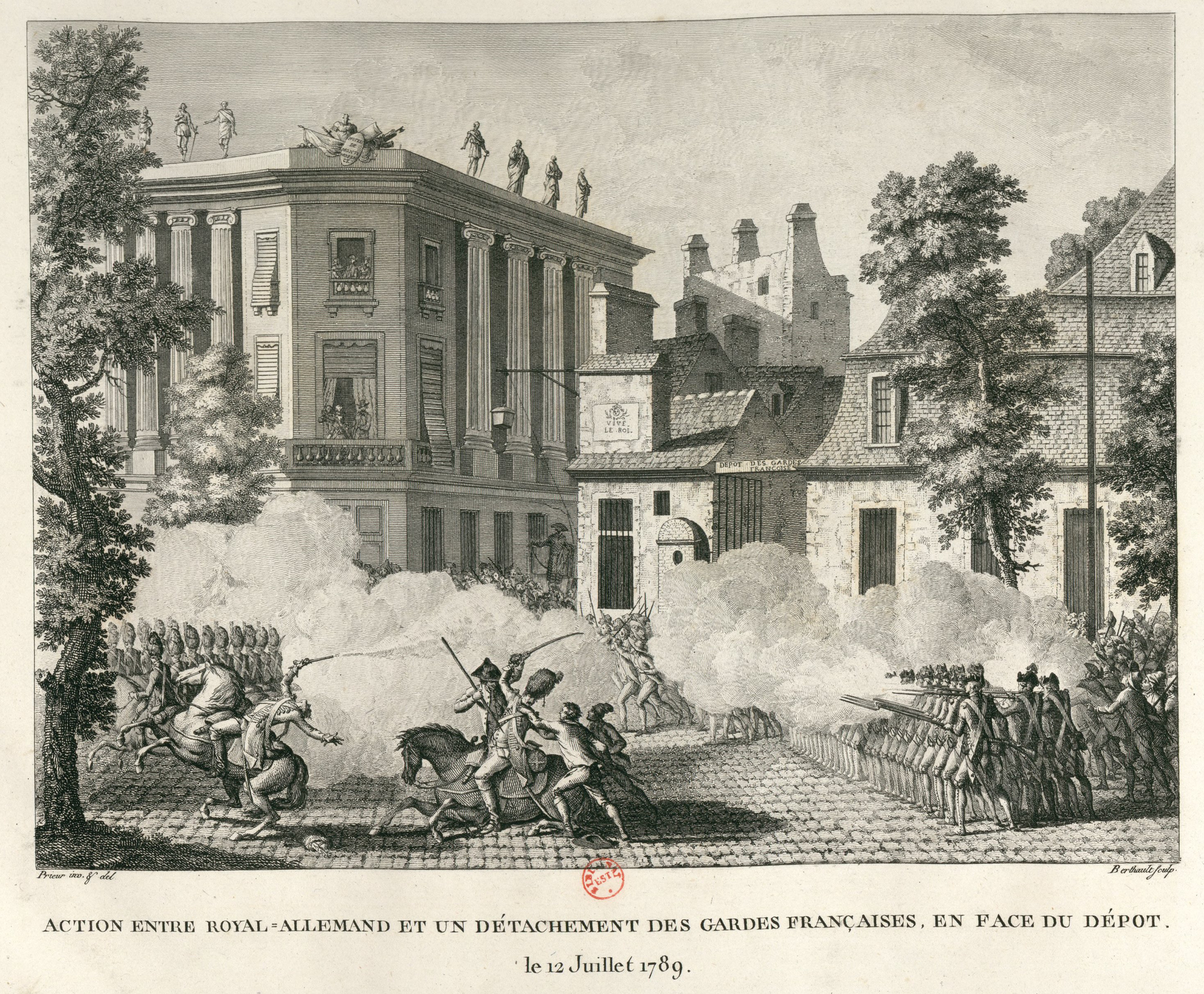
Batalhas na avenida em 1789.
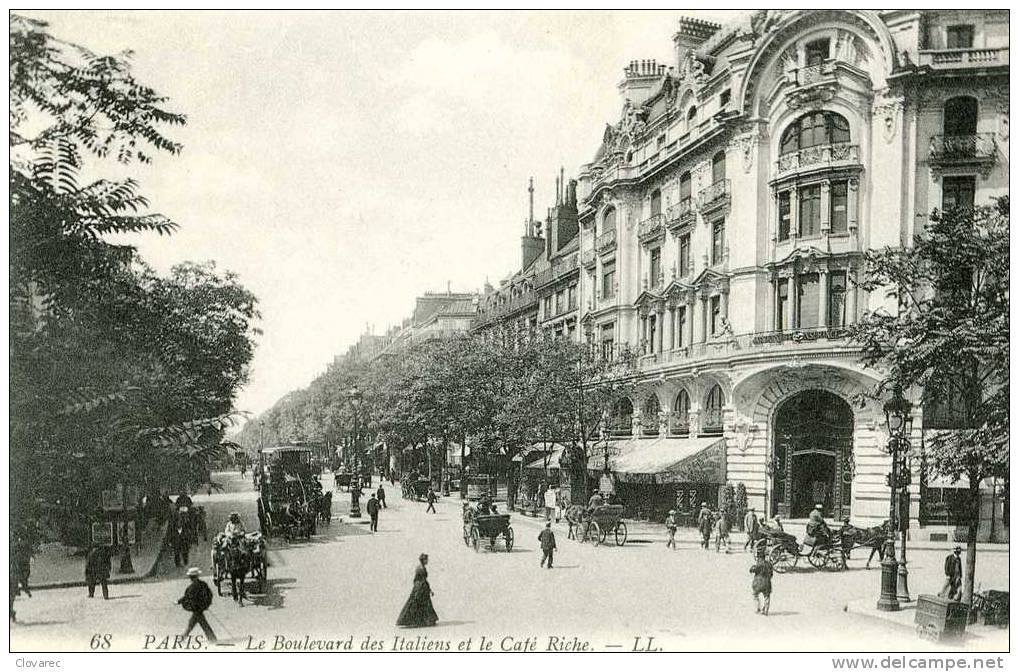
O Boulevard des Italiens e o Café Riche, por volta de 1890.
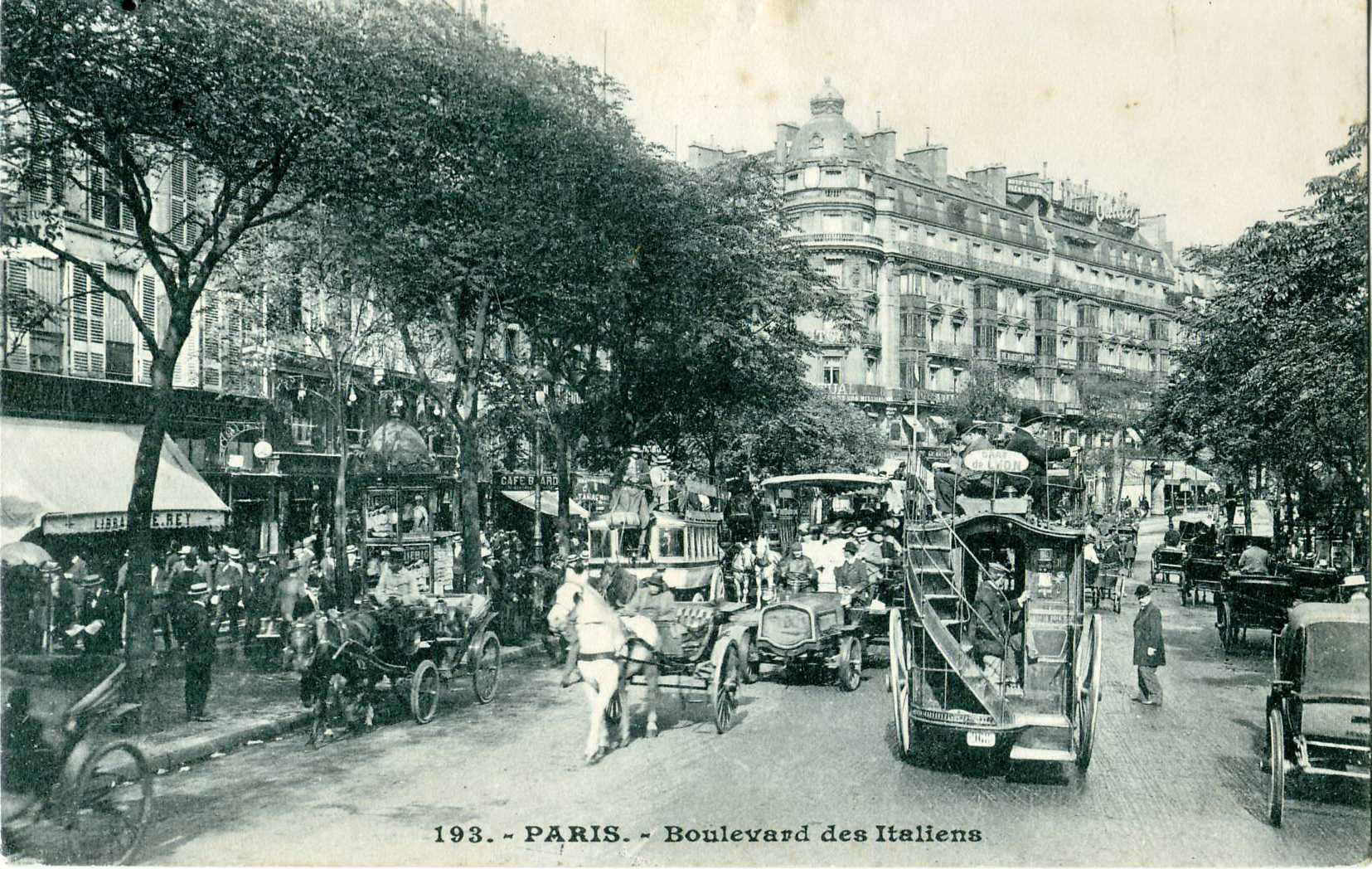
O congestionamento do Boulevard des Italiens no início do Predefinição:S- .

## Edifícios notáveis e lugares de memória

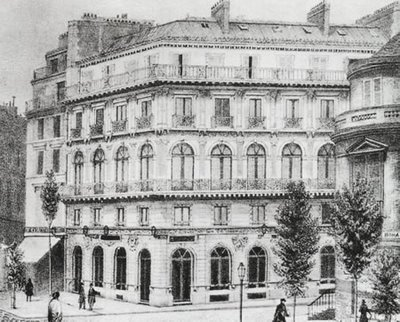
La Maison Dorée, com o Café Tortoni à esquerda e o Café Riche à direita (por volta de 1900)

- No cruzamento da rue Laffitte, se pode desfrutar de uma vista do Sacré-Coeur de Montmartre que parece estar localizado na igreja de Notre-Dame de Lorette, quando na verdade está muito mais longe.
- N 5a : Passage des Princes inaugurada em 1860 com o nome de "Passage Mirès".
- N 6 : o estúdio do fotógrafo de moda A. Félix (18..-19..), esteve neste endereço.[4]
- N 8 : aqui estavam localizados, a partir de 1859, os luxuosos estúdios de André Adolphe Eugène Disdéri (1819-1889), fotógrafo da moda no Segundo Império, logo acima do teatro de Jean-Eugène Robert-Houdin.

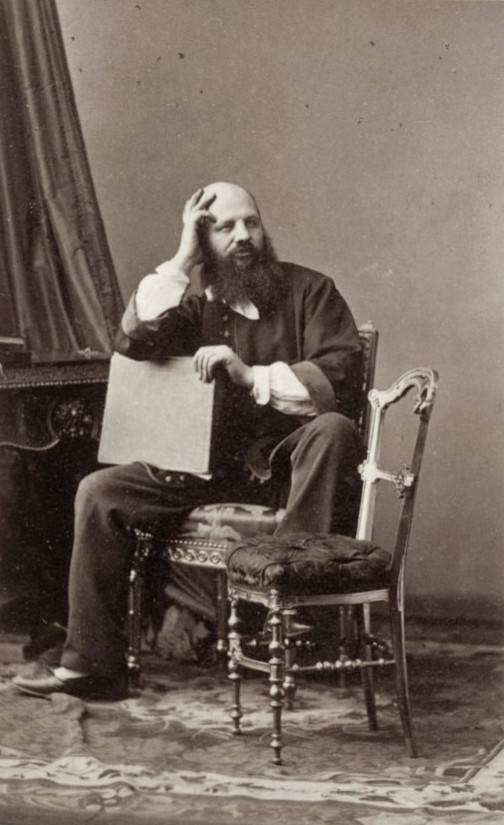
André Adolphe Eugène Disdéri, Autorretrato, Paris, Museu de Orsay.

- No 9 : em 25 de fevereiro de 1954, após o roubo de uma casa de câmbio no 39, rue Vivienne, Jacques Fesch se refugiou no quinto andar do prédio no 9, boulevard des Italiens. Ao tentar sair do local, ele é reconhecido por um espectador e fere mortalmente o pacificador Jean-Baptiste Vergne no pátio do prédio.
- No 13, na esquina da rue de Marivaux: localização do Café Anglais (1802-1913), famoso restaurante do Segundo Império, substituído por um edifício assinado e datado acima da porta de entrada do 13, rue de Marivaux R. Lelievre, architecte DPLG, 1914-1915. A abundante decoração floral esculpida foi descrita como segunda Art nouveau.

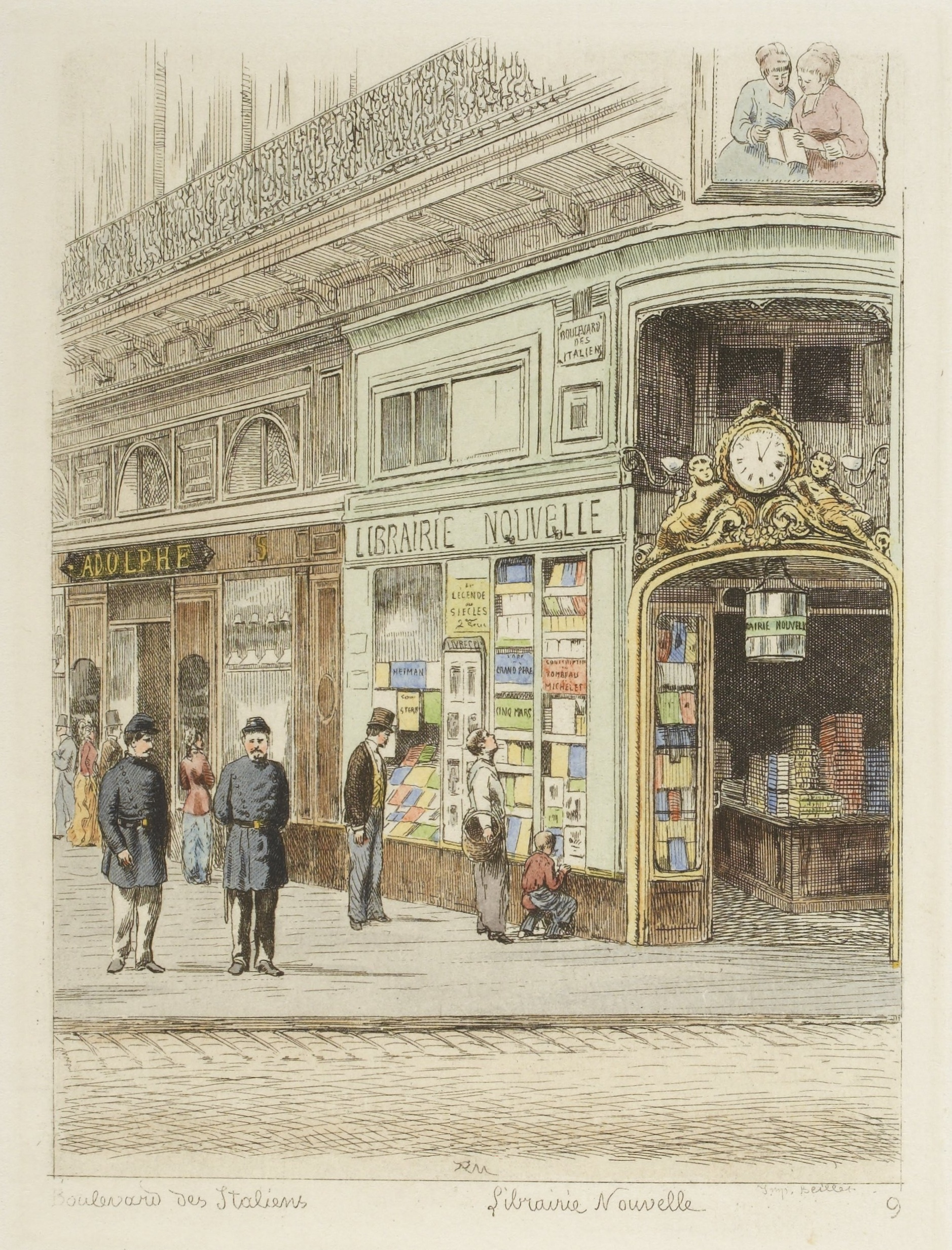
No 15: A Librairie nouvelle na década de 1870

- No 15 : localização da antiga Librairie nouvelle dirigida por Achille Bourdilliat, editor e impressor, que ali a fundou em 1857 Le Monde illustré Journal hebdomadaire.[5] O cinema Marivaux foi inaugurado lá em 1919. Tinha uma sala de 1.200 lugares com exclusividades que poderiam, com alguns outros grandes cinemas de Paris, fazer de um filme um sucesso. Foi assumido pela Pathé e depois pela Parafrance (pertencente aos irmãos Jo e Samy Siritzky), sendo seu grande salão reestruturado em 1976 para formar um complexo de três salões, sob o pavilhão Paramount Marivaux. A Parafrance faliu em 1984 e muitos cinemas do circuito foram desmantelados. Uma quarta sala abriu em 1988. Uma tinha 490 lugares e as outras 475, 100 e 90. O Le Marivaux foi assumido pelos irmãos Stevens, mas fechado em 1992. Foi substituído por um restaurante.[6] Anteriormente a localização do Hôtel de Lévis, a sede da Embaixada da Rússia na década de 1780.
- No 16 : sede do BNP Paribas, estilo Art déco, construída de 1926 a 1933 para a Banque nationale du commerce et de l'industrie por Joseph Marrast e Charles Letrosne. O prédio está atualmente em reforma. Antiga localização do Café Riche (1791).
- No 19 : a sede central do Crédit Lyonnais construída de 1876 a 1913 em estilo Haussmann no local do Hôtel de Boufflers, sobre o qual foi construída a Galeria de Ferro que ligava o boulevard à rue de Choiseul. A passagem, incendiada em 1828, foi reconstruída no ano seguinte, em ferro. Foi aqui que foram feitos os primeiros testes de iluminação a gás.

- No 20 : localização do restaurante de luxo da Maison Dorée (1839-1841). Em seu lugar estão os escritórios do BNP Paribas, projetados pelo arquiteto Pierre Dufau, que manteve a fachada original após o cancelamento do alvará de construção por Maurice Druon, ministro da Cultura, sob pressão de uma associação de moradores.

- No 22 : localização do Café Tortoni.
- No 25 : à cette adresse s'installe en 1856 le photographe Ferdinand Mulnier.
- No 26 : localização do Café de Bade.[7]
- No 27 : antiga sede da editora musical Enoch, fundada em 1853; em dezembro de 1906 abre aqui, no local de um antigo café, o Calisaya,[8] o funcionamento do Kinéma Théâtre Gab-ka, cujo nome faz referência ao seu fundador Gabriel Kaiser. A partir do outono de 1918, o estabelecimento tornou-se um cabaré, La Boîte à Fursy. Tornou-se cinema novamente sob o novo nome de Cinéma des Boulevards, depois Corso-Opéra no final de 1923.[9] Em 1937, o estúdio de fotografia de Gaston Paris estava no endereço.
- No 28 : localização do Théâtre des Fantaisies Ollier (conhecido como das "Fantaisies parisiennes" e "Folies-Ollier"). A sala acolheu o Théâtre des Nouveautés (1878-1911), inicialmente sob a direção de Jules Brasseur, que o vendeu a Henri Micheau em 1890. A rue des Italiens foi inaugurada em 1911, levando à demolição do teatro e interrompendo a sucesso da comédia de Georges Feydeau, Champignol malgré lui, que estava na 1032ª apresentação.
- No 29 : localização das Termas Chinesas, construídas em estilo pagode pelo arquiteto Nicolas Lenoir, em 1787. Abrigavam, além das termas, um restaurante, um café e uma loja de moda. Gracchus Babeuf fez disso seu ponto de encontro para a preparação de sua conspiração de 1795. Eles foram destruídos em 1853.[10]

- N 31 : antiga sede do Salão Pathé, inaugurado em 16 de fevereiro de 1905 por Charles Pathé para apresentar seus novos filmes a showmen e gerentes de teatro.
- N 36 : edifício construído em 1929 por Michel Roux-Spitz . O piso térreo servia de showroom para carros da Ford.[11] Agora é um restaurante Quick.[12]
- N 38 : Localização, no extremo oeste do Boulevard des Italiens fazendo ângulo aqui com Rue de la Chaussee d'Antin n 2 ), de um dos antigos quartéis da Guarda Francesa. Dito "depósito da Guarda Francesa", este quartel, fundado pelo Coronel Duque de Biron em 1764, foi demolido em 1792. Em 12 de julho de 1789, um destacamento da Guarda Francesa teve de intervir para salvar o seu coronel, Sr. Duchâtelet, da efervescência popular.[13]
- O Café Foy, dito " de la Chaussée d'Antin " (não confundir com o do Palais-Royal), mais tarde restaurante Maison Paillard, instalou-se no edifício que substituiu o quartel.

Em 1885, o mestre vidreiro Jacques-Philippe Imberton (nascido em 1846), abriu uma loja aqui, além de sua oficina, na Rue de Rochechouart, 19-21.
- Em frente, na esquina da Rue Louis-le-Grand, o Palais Berlitz, construído na década de 1930 e em estilo, substituiu o pavilhão de Hannover (século XVIII), desmontado e reinstalado no Parc de Sceaux.[14]

## Nas artes
- Boulevard des Italiens, filme de Georges Méliès (1896).
- Christophe homenageia esse jeito parisiense em 1978 em sua canção Un peu menteur, single do álbum Le Beau Bizarre.

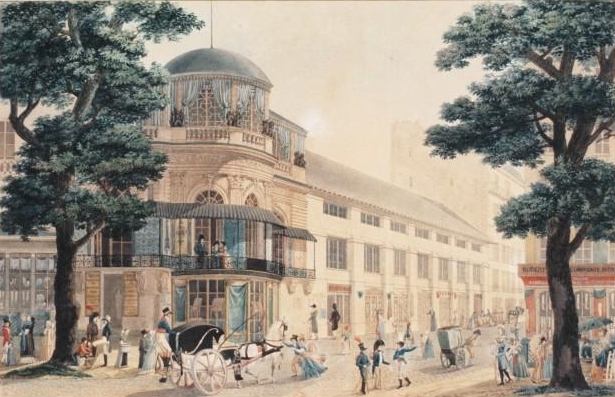
François Debret, Pavilhão de Hanôver (cerca de 1800-1850).
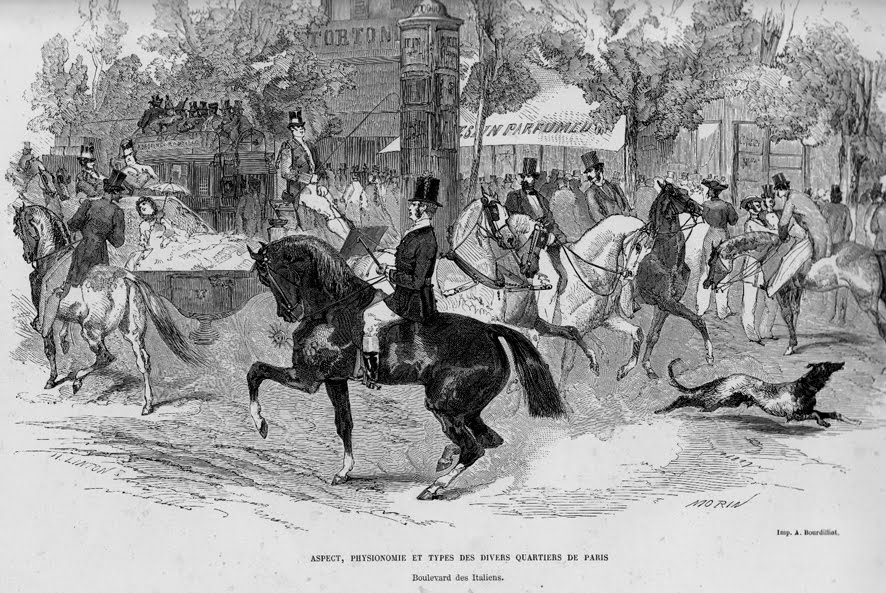
Edmond Morin, Le Café Tortoni (por volta de 1860).
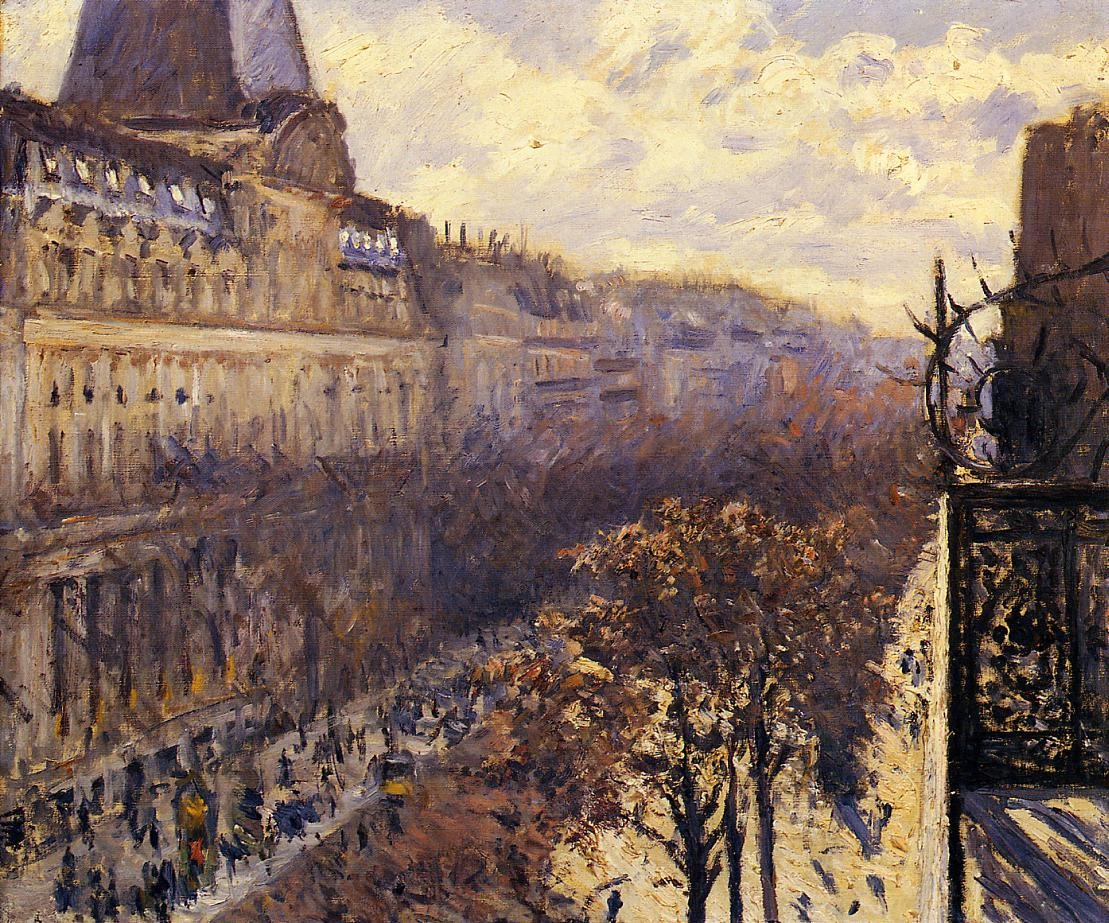
Gustave Caillebotte, Boulevard des Italiens (por volta de 1880).
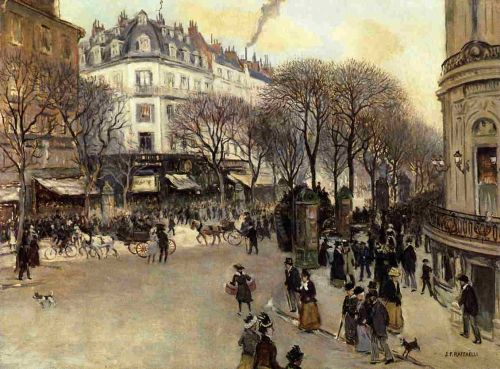
Jean-François Raffaëlli, Boulevard des Italiens (por volta de 1900).

## Galeria

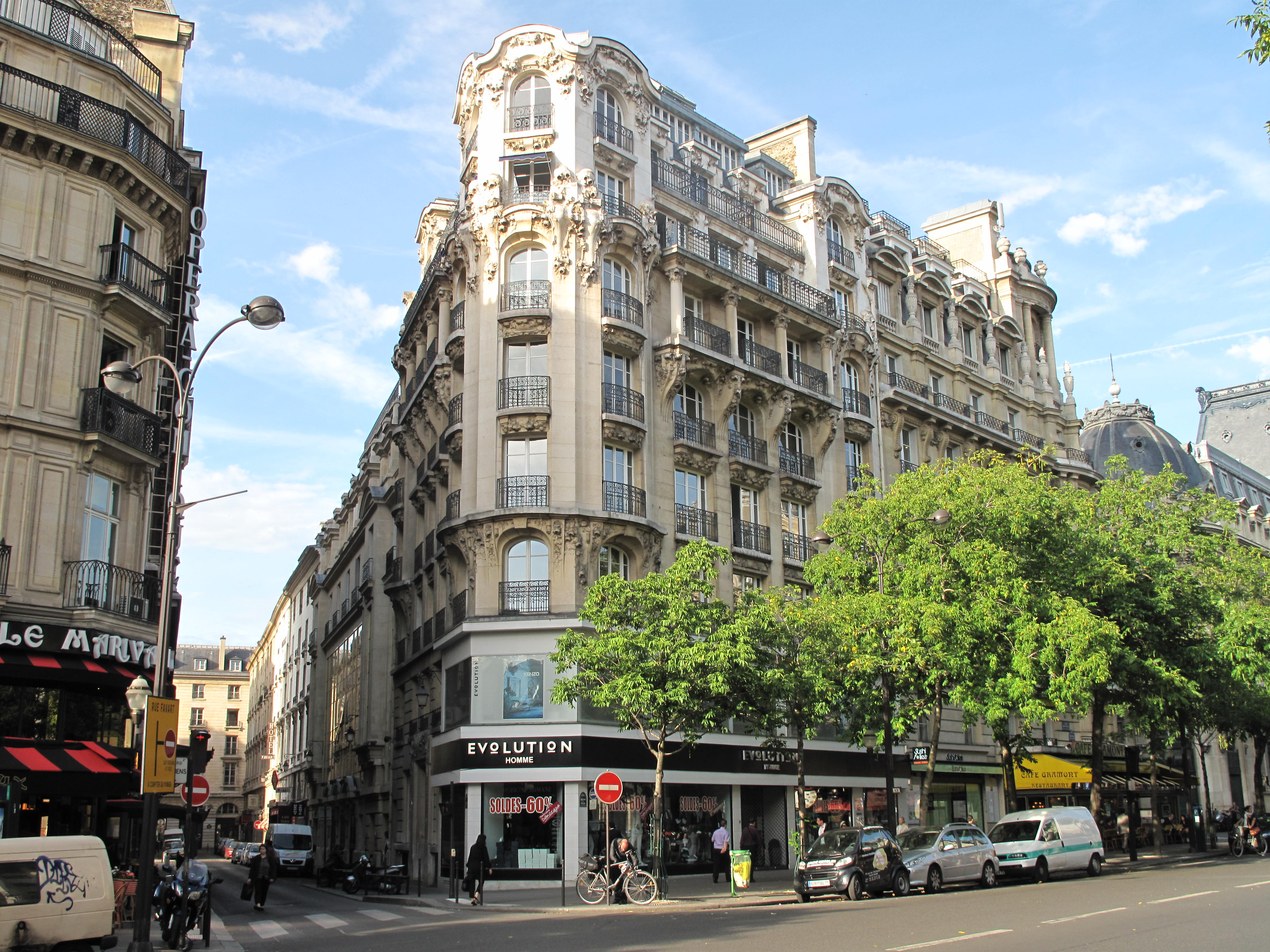
Localização do Café Inglês.
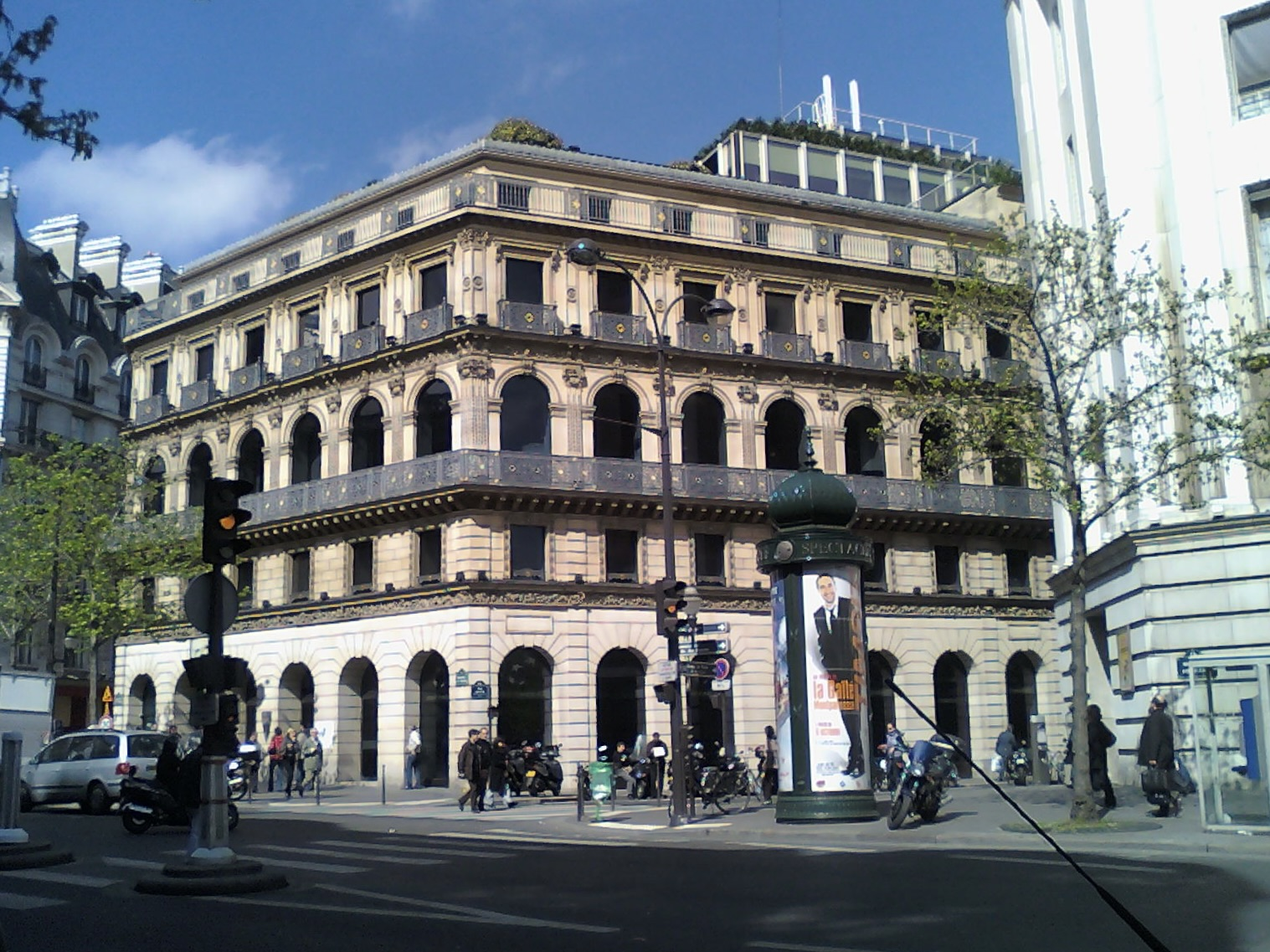
Sede do BNP-Paribas, com a fachada da Maison Dorée.
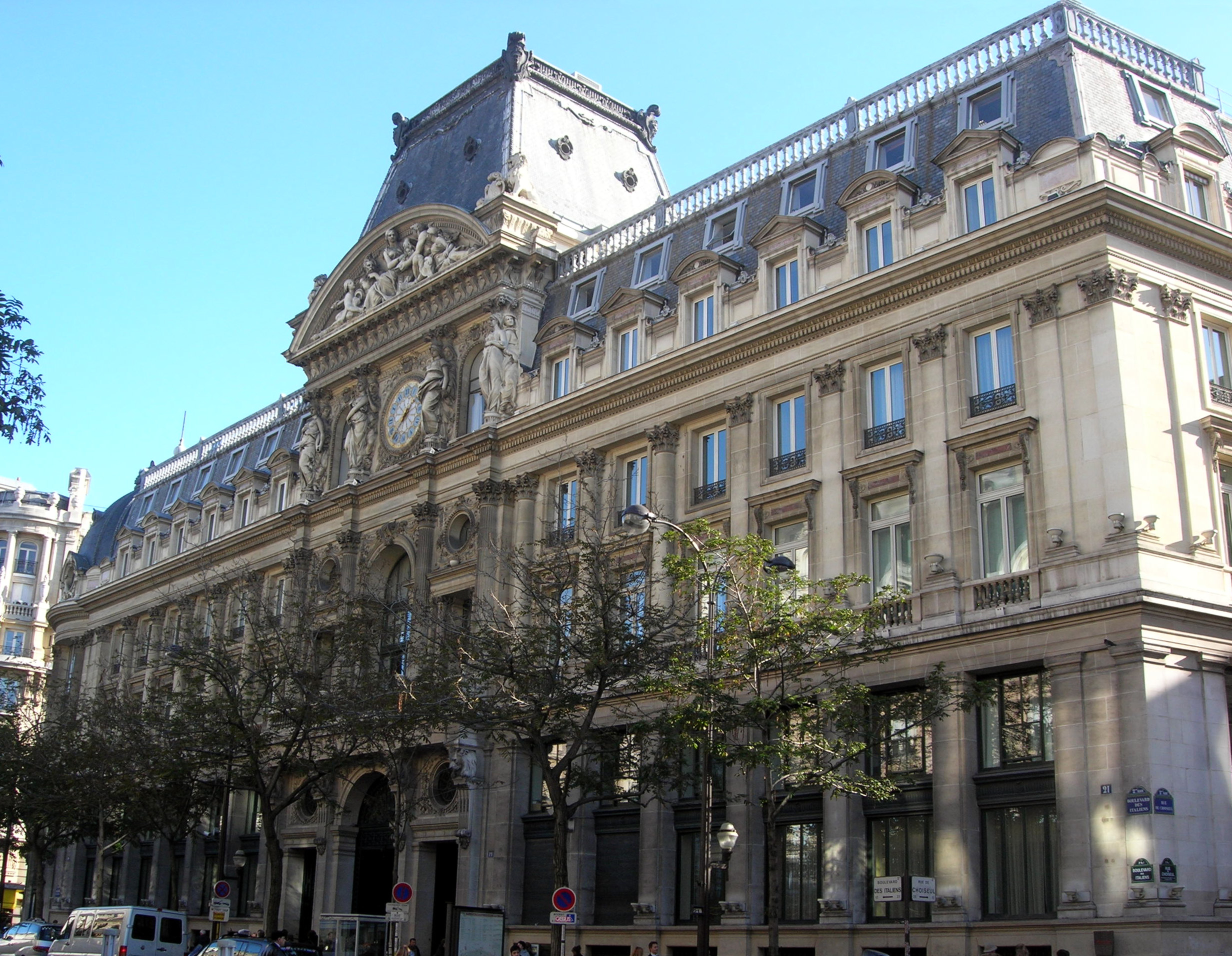
Sede do Credit Lyonnais.
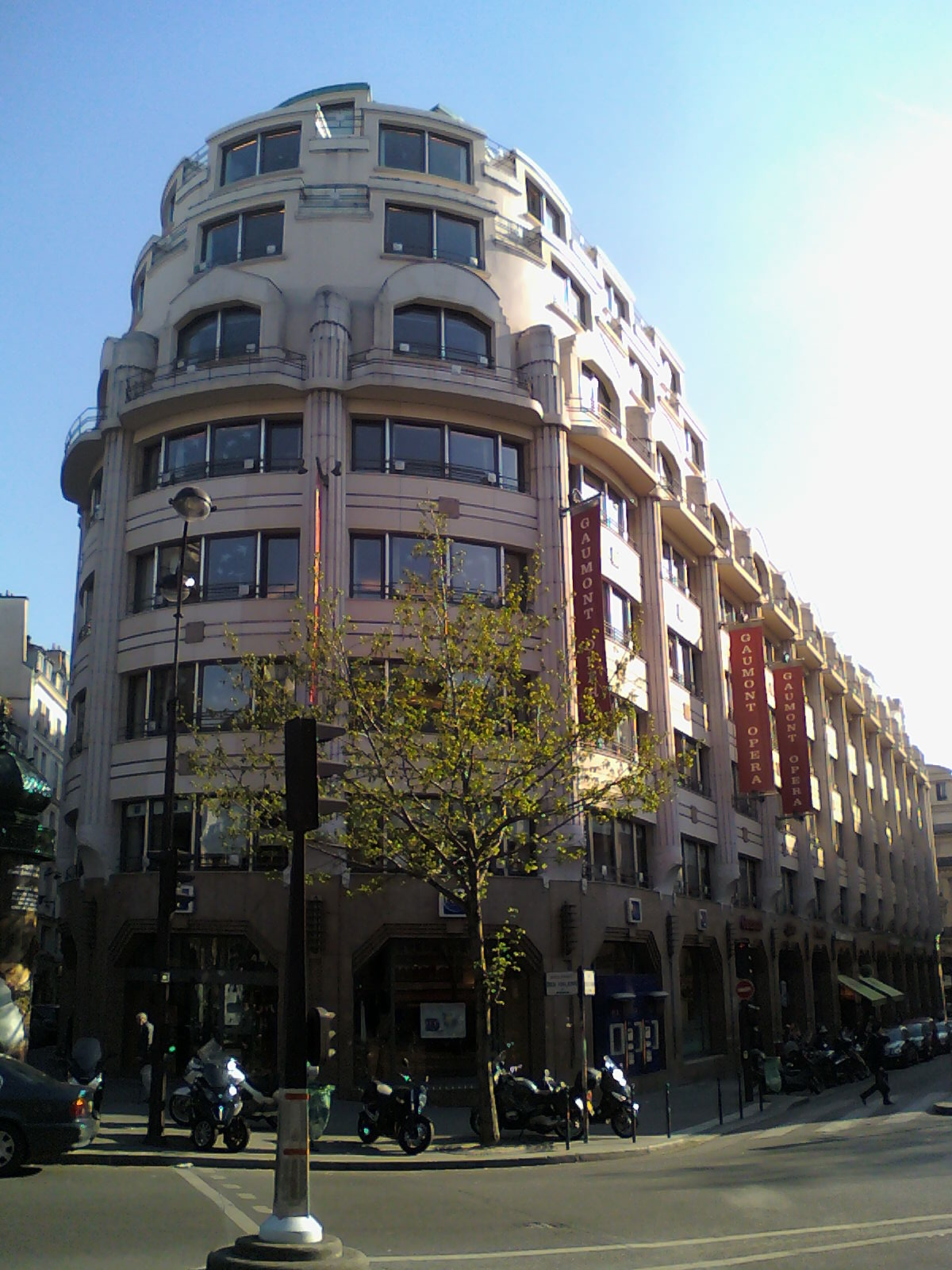
O Palácio Berlitz.